# インターミッション・リフ
「インターミッション・リフ」（原題：Intermission Riff）は、1946年にレイ・ウェッツェルが作曲した楽曲。スタン・ケントンの代表曲の一つとして知られる。

## 主な録音アーティスト
- スタン・ケントン
- ソニー・クリス[2]
- スコット・ハミルトン[3]
- フォー・フレッシュメン[4]
- ジョニー・グリフィン＆エディ・“ロックジョウ”・デイヴィス（英語版）[5]
- 原信夫とシャープス＆フラッツ[6][7]